# آبشار بتزنر
آبشار بتزنر (به انگلیسی: Betzner Falls) آبشاری است که در همیلتون (انتاریو)، کانادا واقع شده و ارتفاع کلی ریزشگاه آن ۶٫۳ متر (۲۱ فوت) است.